# غرفة التدخين
غرفة التدخين (بالإنجليزية: Smoking Room)‏ وقد تُعرف أيضًا بـ صالة التدخين (بالإنجليزية: Smoking Lounge)‏ هي غرفة مجهزة خصيصًا للتدخين، وتتواجدُ عادةً في المباني حيث يُمنع التدخين في الأماكن العامة.

## المواقع والمرافق
يمكن العثور على غرف التدخين في المباني العامة مثل المطارات، وفي المباني شبه العامة مثل أماكن العمل. تُجهز هذه الغرف عادة بكراسي ومنافض السجائر وأنظمة تهوية، وغالبًا ما يُسمح بالدخول إليها مجانًا، على الرغم من وجود قيود عمرية قد تنطبق. تكون هذه الغرف في بعض الأحيان مُكرَّسة من قبل شركات تصنيع السجائر، حيث تعرض علاماتها التجارية على جدران الغرفة وتموّل الغرفة أو صيانتها. بذلت شركات التدخين جهدًا كبيرًا لضمان توفير أماكن للتدخين في المطارات الكبيرة، التي تعد مواقعًا ذات مكانة عالية تخدم العديد من الأشخاص الذين غالبًا ما يشعرون بالملل أو القلق. في البداية، كان هدفهم توفير مناطق للتدخين ومناطق لعدم التدخين، لكن عندما فشلت هذه السياسة، لجأوا إلى إنشاء غرف تدخين مجهزة بنظام تهوية.

## الاستخدام
الاستخدام التاريخي في البيوت الخاصة البريطانية
عندما اشتهر التبغ التركي خلال حرب القرم في الخمسينيات من القرن التاسع عشر في بريطانيا العظمى، حيث ازدادت شعبية التدخين هناك ولكنه اعتبر أمرًا غير لائق. بعد تناول العشاء في منزل كبير خاص، قد ينسحب السادة عنِ السيدات متجهين نحو غرفة التدخين، التي تكون مجهزة بستائر مخملية ومزينة بطرازات تناسب الذوق الرجولي (في معظم الأحيان، يختار أصحاب الثروات أفرشة تركية ومجموعات أسلحة)، ويستبدلون معطفهم الذيلي بسترة مخملية مريحة وقبعة. كان الهدف من استخدام المخمل هو امتصاص الدخان لتجنب تلويث الغرف والملابس الأخرى.
في المملكة المتحدة، أصبح التدخين غير قانوني في 1 يوليو 2007 في أي مكان عام مغلق، لذا لا يمكن توفير غرف التدخين ويجب أن تكون المرافق في الهواء الطلق. باستثناء المنازل الخاصة، تكاد الاستثناءات القانونية الوحيدة تكون هي غرف التدخين في محلات بيع التبغ حيث يُسمح للزبائن بتجربة المنتجات. وتتمتع وحدات الرعاية الصحية النفسية في هيئة الخدمات الصحية الوطنية التي تقدم رعاية داخلية طويلة الأمد باستثناءٍ يسمح بتوفير غرف تدخين مخصصة للمرضى فيها.

## انظر ايضا
- حظر التدخين
- تدخين سلبي